# Buvolec severoafrický
Buvolec severoafrický (syn. buvolec stepní severoafrický, Alcelaphus buselaphus buselaphus) je již vyhynulý a zároveň nominální poddruh buvolce stepního. Bylo jej možné najít v Africe na sever od Sahary a i tím se od ostatních buvolců lišil; ostatní poddruhy bychom našli výlučně na jih od Sahary.

## Popis

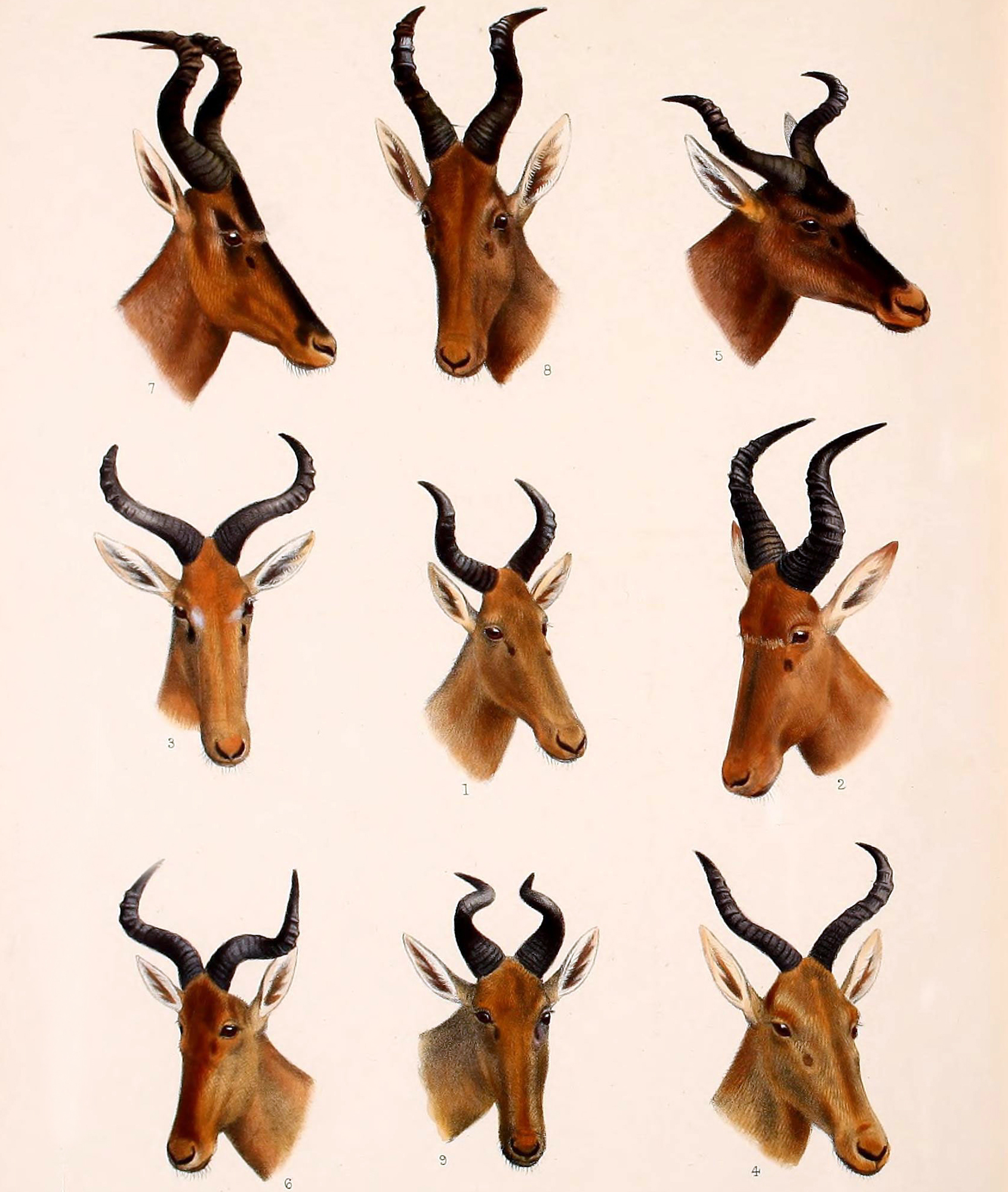
Tři poddruhy buvolce stepního; buvolec severoafrický uprostřed

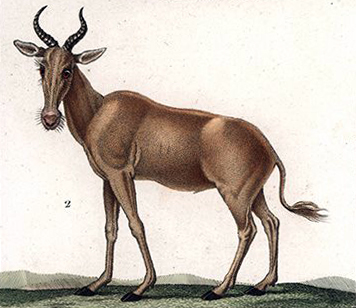
Ilustrace zobrazující buvolce severoafrického

Buvolec severoafrický byl popisován jako písčitě zbarvený poddruh buvolce, s výjimkou šedavých chlupů v okolí tlamy a nosních dírek a s černým chomáčkem srsti na ocase. Buvolec severoafrický se blízce podobal dalšímu poddruhu buvolce, buvolci lelwel. Ten měl podobnou stavbu těla i zbarvení, avšak tento druh neměl bílou ani černou masku na obličeji. K ramenům měří buvolec severoafrický okolo 110 cm a rohy mají při pohledu zepředu tvar písmene U.
Stejně jako ostatní buvolci, i tento poddruh byl vysoce společenský. Luis del Mármol Carvajal napsal, že viděl stáda až o dvou stech kusech na severu Maroka v roce 1573. Podle biologů 19. století dávali buvolci severoafričtí přednost skalnatým oblastem s dostatkem vegetace před písečnými a suchými stanovišti. Hlavním predátorem tohoto poddruhu byl, v současné době v přírodě vyhynulý, lev berberský.

## Historie a zánik
Buvolec severoafrický se údajně pohyboval po celé Africe severně od Sahary, především na území států Maroko a Egypt. Právě zdejší populace vymizely nejdříve. Pravděpodobně se také ještě před dobou železnou vyskytovali v Levantě, ale například Francis Harper uvádí, že se v minulosti volně vyskytovali buvolci severoafričtí v Izraeli i Arábii. V roce 1738 byla velká stáda hlášena i severně od Atlasu.
Prudký pokles populace buvolců začal v 19. století, zejména po dobytí Alžírska francouzskými vojsky. V té době bývala vybíjena celá stohlavá stáda najednou, většinou měli posloužit jako potrava pro francouzské vojáky. Od roku 1867 je bylo možné nalézt jen v pohořích severozápadní Afriky, která jsou v těsné blízkosti nebo přímo v Sahaře. Roku 1870 vymizela z pohoří Atlas poslední populace a jedno z posledních volně žijících zvířat bylo vidění roku 1902 u Tataouine.
Po několika letech, kdy už se pomýšlelo na oficiální označení poddruhu za vymřelý, bylo v roce 1917 patnáct dospělých kusů viděno nedaleko Outat El Haj v Maroku. Tentokrát opravdu poslední zvíře bylo viděno o několik let později, roku 1925, v Missour. Harper ve své publikaci z roku 1945 tvrdí, že pravděpodobně ještě v pohoří Atlas několik kolonií bylo, naopak různým kampaním pořádaným mezi lety 1920 a 1930 se nepodařilo v Alžírsku, Maroku ani Tunisku najít žádná zvířata. Od roku 1933 byl tento poddruh chráněn londýnskou úmluvou. Od té doby již žádná další zvířata poddruhu buvolec severoafrický viděna nebyla. Pouze v roce 2013 neznámý Maročan nahlásil, že viděl jednoho buvolce okusovat listí na stromě a tvrdil, že to byl určitě buvolec severoafrický, totožnost tohoto zvířete se ale nepodařilo blíže prozkoumat.

## Muzejní exponáty a chovy v zajetí
Buvolci severoafričtí byli často odchytávání a přesouvání do britských, francouzských nebo německých zoologických zahrad, především na začátku 20. století, kdy se začalo spekulovat o možném vymření. Na druhou stranu, v muzeích těchto zemí se žádné exponáty nepodařilo najít. Poslední buvolec severoafrický žijící v zajetí, někdy nesprávně označován jako vůbec poslední svého druhu, byla samice a zemřela roku 1923 v Paříži. V roce 1905 se podařilo nalézt jediný muzejní exponát tohoto druhu a to v Akademii přírodních věd ve Filadelfii, jednalo se o vycpanou samici.